# Раджиндер Сінґг Сандгу
Раджиндер Сінґг Сандгу (21 лютого 1945) — угандійський спортсмен.
Учасник Олімпійських Ігор 1972 року.